# Interstate 405 (Washington)
Interstate 405 é uma estrada que tem 48 km em Washington. O término do norte está em Lynnwood e o término do sul está em Tukwila. A rodovia atravessa o que se tornou o  Eastside centro de tecnologia de Bellevue e Kirkland, tornando-se congestionada frequentemente. I-405 é conhecida por suas curvas em forma de S. Ela cruza com a rodovia Interstate 90.